# Ancorina
Genre
Synonymes
- Sanidastrella Topsent, 1892

Les Ancorina forment un genre d'éponges siliceuses. L'espèce type est Ancorina cerebrum.
Elles sont consommées par les tortues imbriquées.

## Liste d'espèces
Selon World Register of Marine Species (12 mai 2016) :
- Ancorina adriatica Gray, 1867
- Ancorina bellae Kelly & Sim-Smith, 2012
- Ancorina brevidens Dendy & Frederick, 1924
- Ancorina buldira Lehnert & Stone, 2014
- Ancorina cerebrum Schmidt, 1862
- Ancorina corticata Lévi, 1964
- Ancorina diplococcus Dendy, 1924
- Ancorina geodides (Carter, 1886)
- Ancorina globosa Kelly & Sim-Smith, 2012
- Ancorina multistella (Lendenfeld, 1907)
- Ancorina nanosclera Lévi, 1967
- Ancorina radix Marenzeller, 1889
- Ancorina repens Wiedenmayer, 1989
- Ancorina robusta (Carter, 1883)
- Ancorina stalagmoides Dendy, 1924